# Người Hàn Quốc tại Việt Nam
Người Hàn Quốc tại Việt Nam, theo thuật ngữ tiếng Việt hiện đại, là một trong những nhóm người nước ngoài đang sinh sống tại Việt Nam mang quốc tịch Hàn Quốc. Họ gồm chỉ là những người Hàn di cư đến Việt Nam hoặc là những người công dân Việt Nam có (phần)  gốc gác người Hàn. Ban đầu, nhóm người dân tộc Triều Tiên này đến Việt Nam để tham chiến cho cả hai bên trong chiến tranh Việt Nam: nhóm người mang quốc tịch Cộng hòa Dân chủ Nhân dân Triều Tiên tham chiến và/hoặc giúp đỡ cho Việt Nam Dân chủ Cộng hòa và nhóm người mang quốc tịch Đại Hàn Dân quốc tham chiến và/hoặc giúp đỡ cho Việt Nam Cộng hòa.
Sau khi chiến tranh Việt Nam kết thúc, chỉ còn ít người Hàn Quốc cư trú hay du lịch ở Việt Nam, cho đến khi kinh tế Hàn Quốc tăng trưởng mạnh và nạn đói Triều Tiên diễn ra tạo ra nguồn đầu tư lớn của Hàn Quốc và làn sóng di cư của người Triều Tiên qua Trung Quốc vào Việt Nam, thêm vào đó là xu hướng tìm vợ Việt của một số đàn ông Hàn Quốc. Đến nay, thuật ngữ "người Hàn Quốc" (hoặc người Hàn) được chỉ cho công dân Hàn Quốc và "người Triều Tiên" được chỉ cho công dân Cộng hòa Dân chủ Nhân dân Triều Tiên.
Cộng đồng người Hàn Quốc ở Việt Nam đang lớn thứ hai ở khu vực Đông Nam Á (sau cộng đồng người Hàn Quốc ở Philippines) và là cộng đồng người Hàn Quốc ở nước ngoài lớn thứ 10 trên thế giới. Trong khi đó, chưa có một thống kê cụ thể nào về số lượng người Triều Tiên đang sinh sống ở Việt Nam, nhưng qua báo cáo của truyền thông, vẫn có những người Triều Tiên đến và dùng Việt Nam làm nước trung gian để đào tị sang Hàn Quốc. Vì Việt Nam có quan hệ ngoại giao với cả hai miền bán đảo nên họ không có phản ứng cứng rắn nào hoặc cổ vũ cho những hoạt động như thế. Nhìn chung những người này đều được đến Hàn Quốc theo mục đích của họ.

## Chiến tranh Việt Nam

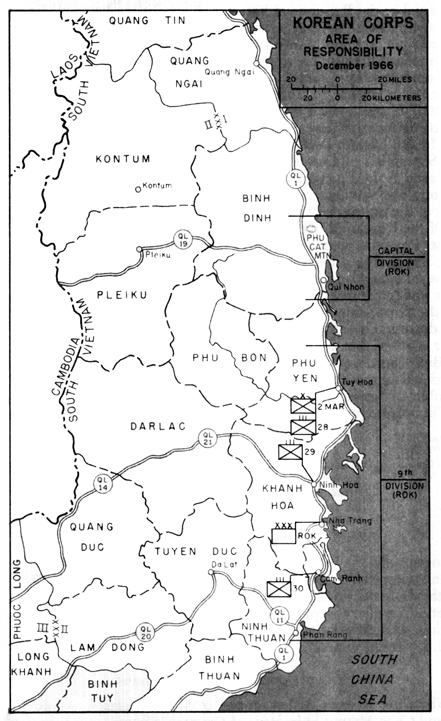
Các khu vực thuộc trách nhiệm của quân đội Hàn Quốc tại Việt Nam vào tháng 12 năm 1966

Cả CHDCND Triều Tiên và Hàn Quốc đều hỗ trợ vật chất và nhân lực cho các đồng minh ý thức hệ của họ trong chiến tranh Việt Nam, mặc dù số lượng binh lính Hàn Quốc trên bộ là lớn hơn. Và lúc đó, những người từ bán đảo Triều Tiên đến Việt Nam thì tất cả họ đều là người đàn ông tham gia chiến tranh Việt Nam và đều đã về nước sau cùng rồi. Khi đó, Tổng thống Hàn Quốc Lý Thừa Vãn đã đề nghị gửi quân đến Việt Nam sớm nhất là năm 1954, nhưng đề nghị của ông bị Bộ Ngoại giao Mỹ từ chối, các nhân viên đầu tiên của Hàn Quốc tới Việt Nam 10 năm sau đó không phải để tham chiến: mười võ sư Taekwondo, cùng với 34 cán bộ, 96 binh sĩ thuộc một đơn vị bệnh viện của quân đội Hàn Quốc. Tất cả những người từ bán đảo Triều Tiên đến Việt Nam thời đó đều là đàn ông tham gia chiến tranh Việt Nam.
Tổng cộng, giữa 1965 và 1973, đã có 312.853 binh sĩ Hàn Quốc chiến đấu tại Việt Nam, Theo số liệu từ phía Hàn Quốc, ước tính quân đội Hàn Quốc đã giết hại 41.400 binh sĩ Quân đội Nhân dân Việt Nam và 5.000 dân thường.
Binh lính Hàn Quốc bị cáo buộc gây ra nhiều tội ác chiến tranh với người dân Việt Nam vô tội, đặc biệt là phụ nữ và trẻ em. Họ cũng được cho là đã bỏ lại đằng sau hàng ngàn đứa trẻ Lai Đại Hàn giữa Hàn Quốc và Việt Nam.
Sau một quyết định của Đảng Lao động Triều Tiên vào tháng 10 năm 1966, vào đầu năm 1967, Triều Tiên đã gửi một phi đội máy bay chiến đấu cho miền Bắc Việt Nam để chiến đấu cho trung đoàn không quân 921 và 923 bảo vệ thủ đô Hà Nội. Họ ở lại qua năm 1968, 200 phi công đã được báo cáo có phục vụ. Ngoài ra, ít nhất là hai trung đoàn pháo binh phòng không cũng được gửi đến. Ngoài ra còn có người Bắc Triều Tiên vào miền nam để làm công tác địch vận lính Nam Triều Tiên. Có 14 người đã hy sinh tại Việt Nam. Năm 2002, hài cốt của họ đã được đưa về lại Cộng hòa Dân chủ Nhân dân Triều Tiên.

## Di cư sau chiến tranh

#### Hàn Quốc
Bốn năm sau khi bình thường hóa quan hệ ngoại giao năm 1992, thương mại và đầu tư của Hàn Quốc vào Việt Nam tăng lên nhanh chóng. Theo sau các quỹ đầu tư, cộng đồng người Hàn Quốc tại Việt Nam đã phát triển đáng kể. Theo ông Lee Chang-keun - Phòng thương mại và công nghiệp Hàn Quốc tại Việt Nam, người Hàn Quốc đã hình thành nên nhóm kiều dân lớn thứ hai, chỉ đứng sau cộng đồng người Đài Loan ở Việt Nam, ông ước tính rằng một nửa sống ở Thành phố Hồ Chí Minh.
Thống kê từ Bộ Ngoại giao và Ngoại thương Hàn Quốc cho thấy số kiều dân của họ đã tăng gần 50 lần trong vòng chưa đến một thập kỷ. Số kiều dân của họ tăng gấp hơn ba lần từ 1.788 năm 1997 lên 6.226 vào năm 2003, sau đó nhảy vọt lên hơn mười ba lần đến 84,566 người chỉ sáu năm sau đó. Tuy nhiên, trong hai năm sau đó, số kiều dân chỉ tăng thêm hơn 4% tới con số 88.120 người. Thái độ chống Hàn Quốc cũng tồn tại, thúc đẩy bởi sự cắt giảm những khoản đầu tư hứa hẹn, những báo cáo về việc Việt kiều bị ngược đãi ở Hàn Quốc, và cái chết của một sinh viên Đại học Quốc gia Hà Nội bởi bạn trai người Hàn Quốc.
Người Hàn Quốc đã thành lập một số tổ chức cộng đồng tại Việt Nam, bao gồm cả Koviet, một hội cho giới trẻ Hàn Quốc thuộc thế hệ thứ hai và lớn lên ở Việt Nam, được thành lập vào năm 1995.

#### Cộng hòa Dân chủ Nhân dân Triều Tiên

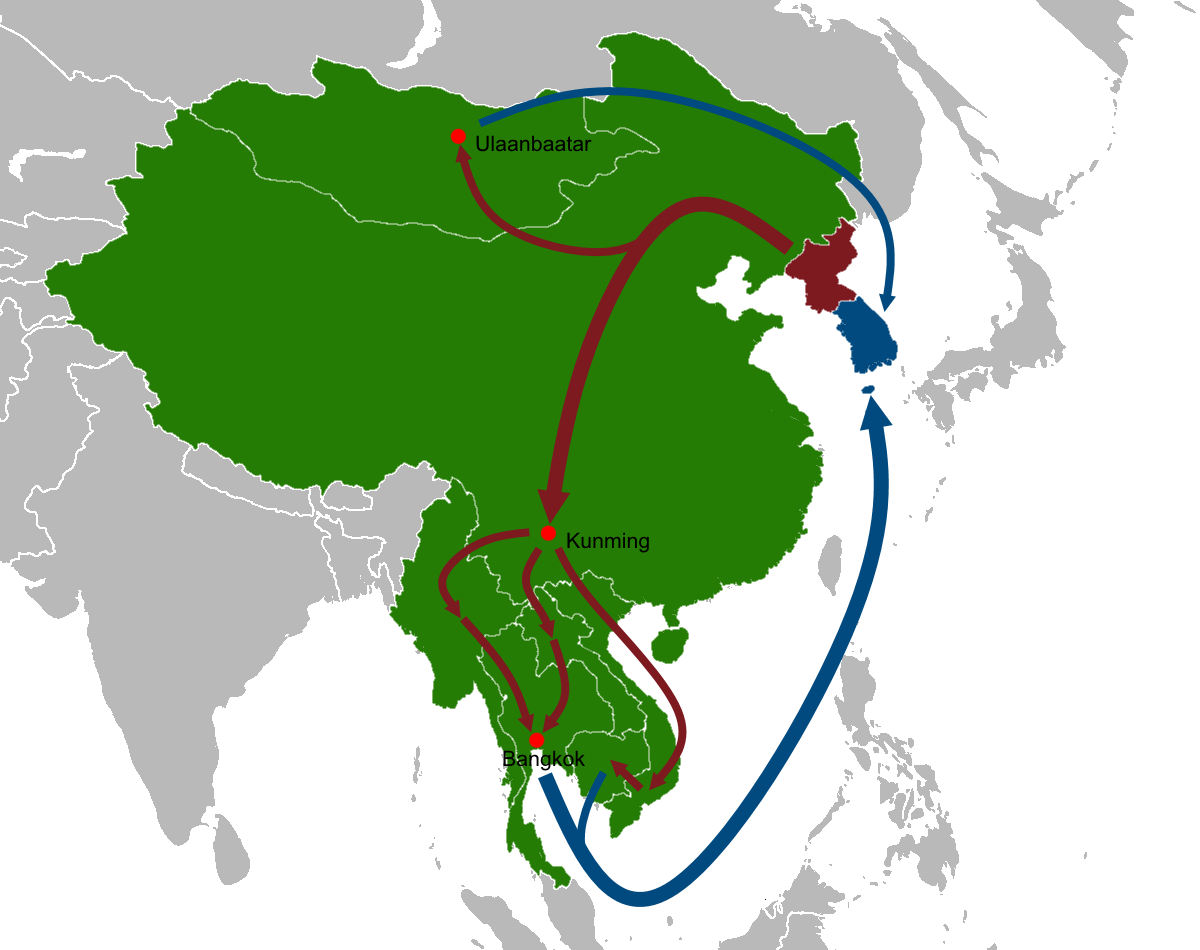
Sơ đô mô tả tuyến đào thoát của người Triều Tiên ở Việt Nam (là trạm trung gian quá cảnh). Ban đầu họ từ miền Bắc Triều Tiên quá cảnh sang Trung Quốc và tập kết tại Côn Minh, từ đó họ quá cảnh đến miền Nam Việt Nam và vượt qua Campuchia, sau đó chi chuyển ra Vịnh Thái Lan, nhập chung với dòng người từ Bangkok để di chuyển vào Nam Hàn

Trước năm 2004, hàng ngàn người đào thoát Triều Tiên đã vượt qua biên giới phía Bắc của Việt Nam để tìm cách nhập cư vào Hàn Quốc. Cho đến năm 2004, Việt Nam được mô tả là "lối thoát được ưa thích ở khu vực Đông Nam Á" cho người đào thoát Triều Tiên, chủ yếu là do địa hình ít đồi núi. Mặc dù Việt Nam vẫn còn là nhà nước cộng sản và duy trì quan hệ ngoại giao với Triều Tiên, việc phát triển đầu tư Hàn Quốc vào Việt Nam đã khiến Hà Nội lặng lẽ cho phép người tị nạn Triều Tiên quá cảnh để đến Seoul.
Sự hiện diện ngày càng nhiều người Hàn Quốc ở Việt Nam cũng chứng tỏ đây là nơi hấp dẫn những người vượt biên từ Triều Tiên, bốn trong số những căn cứ ẩn nấp lớn nhất cho những người vượt biên tại Việt Nam được điều hành bởi người Hàn Quốc, nhiều người vượt biên đã nói rằng họ đã chọn cách cố gắng vượt biên giới Trung Quốc vào Việt Nam bởi vì họ đã nghe nói về những căn cứ ẩn nấp an toàn như vậy.
Trong tháng 7 năm 2004, có 468 người tị nạn Triều Tiên đã được không vận đến Hàn Quốc trong vụ đào tẩu hàng loạt lớn nhất. Việt Nam ban đầu đã cố gắng giữ bí mật vai trò của họ trong cuộc không vận và một nguồn tin giấu tên chính phủ Hàn Quốc chỉ nói với các phóng viên rằng những người vượt biên đến từ "một quốc gia châu Á chưa được xác định". Sau cuộc không vận, Việt Nam đã thắt chặt kiểm soát biên giới và trục xuất một số người điều hành những căn cứ an toàn này.

## Giáo dục
Trường đầu tiên được thành lập cho người Hàn Quốc tại Việt Nam, dạy Hangul vào cuối tuần ở Hà Nội, được thành lập ngày 1/3/1996, với 122 học sinh ghi danh ở cấp từ mẫu giáo cho tới trung học. Hai trường quốc tế của Hàn Quốc dạy chương trình toàn thời gian cũng được thành lập sau đó, một ở Thành phố Hồ Chí Minh (thành lập 4/8/1998 chiêu sinh 745 học sinh từ cấp mẫu giáo đến trung học phổ thông) và một cái nhỏ hơn ở Hà Nội (thành lập ngày 13/7/2006 với 63 học sinh tiểu học
Lee Seon-hui (이선희) là người nước ngoài đầu tiên đạt được giấy phép hợp pháp của chính phủ Việt Nam.

## Hôn nhân nước ngoài
Người Hàn Quốc đã bắt đầu tìm vợ người Việt Nam. Hai đến ba nghìn trung tâm mai mối Hàn Quốc được thành lập chuyên về vấn đề này. Mặc dù trong những năm 1990, hầu hết họ là nông dân, một số lượng ngày càng tăng đàn ông thành thị cũng đã tới các trung tâm mai mối quốc tế để gây dựng gia đình, họ viện ra những khó khăn mà những người đàn ông trình độ học vấn thấp hoặc có thu nhập thấp phải đối mặt trong việc thu hút phụ nữ Hàn Quốc kết hôn với họ. Đến năm 2006, có khoảng 3.000 cô dâu Việt lấy chồng Hàn Quốc mỗi năm.
Đối với Triều Tiên, đất nước này vẫn chưa cho phép công dân nước này kết hôn với người nước ngoài. Tuy nhiên có một trường hợp đặc biệt là vợ chồng ông Phạm Ngọc Cảnh và bà Ri Yong Hui. Sau này, nhân chuyến thăm Chủ tịch nước Trần Đức Lương năm 2002, mối tình hữu nghị ấy đã được chấp thuận. Bà Ri Yong Hui và ông Phạm Ngọc Cảnh chính thức kết hôn khi đã ở tuổi trung niên, và hai vợ chồng hiện đang sống tại Hà Nội.